# Frédéric Blanchy
Gaston Frédéric Blanchy (Burdeos, 1 de julio de 1868-Burdeos, 1 de octubre de 1944) fue un deportista francés que compitió en vela en la clase tonelaje. Participó en los Juegos Olímpicos de París 1900, obteniendo dos medallas de oro en la clase 2 – 3 Ton (regata 1 y 2).

## Palmarés internacional
| Representando al Equipo Mixto |                 |                |                      |
| Juegos Olímpicos              |                 |                |                      |
| Año                           | Lugar           | Medalla        | Clase                |
| 1900                          | París (Francia) | Medalla de oro | 2 – 3 Ton (regata 1) |
| 1900                          | París (Francia) | Medalla de oro | 2 – 3 Ton (regata 2) |